# Кустер, Джон
Джон Девитт Кустер младший (англ. John Dewitt Kuester, Jr., род. 6 февраля 1955 года в Ричмонде, Виргиния, США) — в прошлом профессиональный баскетбольный игрок. Играл за баскетбольную команду Университета Северной Каролины в 1973—1977 годах на позиции атакующего защитника. В 1977 году был выбран на драфте НБА «Канзас-Сити Кингз», где выступал в сезоне 1977/78. Сезон 1978/79 провел в «Денвер Наггетс». Сезон 1979/80 играл в Индиана Пэйсерс, после чего тренировал университетский команды и команды НБА. 9 июля 2009 года был назначен главным тренером «Детройт Пистонс».

## Тренерская карьера
После завершении карьеры игрока Кустер стал работать на общественных началах помощником главного тренера мужской баскетбольной команды Ричмондского университета. С 1981 по 1983 год он был помощником Рика Питино в Бостонском университете, а затем и сменил его на этом посту, став самым молодым главным тренером в первом дивизионе NCAA. С 1985 по 1990 год он возглавлял команду университета Джорджа Вашингтона, однако его работа там было не очень успешной. Так, в сезоне 1988/89 «Колониалс» закончили чемпионат с результатом 1-27 — худшим показателем в истории NCAA.
В 1990 году Кустер перебрался в НБА, и с 1995 по 1997 год работал в тренерском штабе «Бостон Селтикс», а с 1997 по 2003 год в «Филадельфии Севенти Сиксерс» под началом Ларри Брауна. В сезоне 2003/04 он вместе с Брауном перешёл в «Детройт Пистонс». В сезоне 2004/05 он работал в "Нью-Джерси Нетс, а в следующем году вернулся обратно в «Пистонс». В июле 2006 года Кустер стал помощником главного тренера в «Орландо Мэджик».. В августе 2007 года Кустер вошёл в тренерский штаб «Кливленд Кавальерс».
В июле 2009 года Кустер впервые в своей карьере занял пост главного тренера в НБА, сменив на этом посту в «Детройт Пистонс» Майкла Карри. 5 июня 2011 года он был уволен с этой должности.
29 июля 2011 года он перешёл в тренерский штаб «Лос-Анджелес Лейкерс», где стал работать под руководством Майка Брауна. 7 сентября 2012 года он стал скаутом «Лейкерс».

## Статистика

### Статистика в НБА
| Сезон                                                                                    | Команда     | Регулярный сезон | Регулярный сезон | Регулярный сезон | Регулярный сезон | Регулярный сезон | Регулярный сезон | Регулярный сезон | Регулярный сезон | Регулярный сезон | Регулярный сезон | Регулярный сезон | Серия плей-офф | Серия плей-офф | Серия плей-офф | Серия плей-офф | Серия плей-офф | Серия плей-офф | Серия плей-офф | Серия плей-офф | Серия плей-офф | Серия плей-офф | Серия плей-офф |
| Сезон                                                                                    | Команда     | GP               | GS               | MPG              | FG%              | 3P%              | FT%              | RPG              | APG              | SPG              | BPG              | PPG              | GP             | GS             | MPG            | FG%            | 3P%            | FT%            | RPG            | APG            | SPG            | BPG            | PPG            |
| ---------------------------------------------------------------------------------------- | ----------- | ---------------- | ---------------- | ---------------- | ---------------- | ---------------- | ---------------- | ---------------- | ---------------- | ---------------- | ---------------- | ---------------- | -------------- | -------------- | -------------- | -------------- | -------------- | -------------- | -------------- | -------------- | -------------- | -------------- | -------------- |
| 1977/78                                                                                  | Канзас-Сити | 78               |                  | 15,6             | 45,5             |                  | 82,9             | 1,5              | 3,2              | 0,7              | 0,0              | 4,8              | Не участвовал  | Не участвовал  | Не участвовал  | Не участвовал  | Не участвовал  | Не участвовал  | Не участвовал  | Не участвовал  | Не участвовал  | Не участвовал  | Не участвовал  |
| 1978/79                                                                                  | Денвер      | 33               |                  | 6,4              | 30,8             |                  | 92,9             | 0,4              | 1,1              | 0,5              | 0,0              | 1,4              | Не участвовал  | Не участвовал  | Не участвовал  | Не участвовал  | Не участвовал  | Не участвовал  | Не участвовал  | Не участвовал  | Не участвовал  | Не участвовал  | Не участвовал  |
| 1979/80                                                                                  | Индиана     | 24               |                  | 4,2              | 35,3             | 0,0              | 71,4             | 0,6              | 0,7              | 0,3              | 0,0              | 1,2              | Не участвовал  | Не участвовал  | Не участвовал  | Не участвовал  | Не участвовал  | Не участвовал  | Не участвовал  | Не участвовал  | Не участвовал  | Не участвовал  | Не участвовал  |
|                                                                                          | Всего       | 135              |                  | 11,3             | 42,7             | 0,0              | 83,3             | 1,0              | 2,3              | 0,6              | 0,0              | 3,3              | Не участвовал  | Не участвовал  | Не участвовал  | Не участвовал  | Не участвовал  | Не участвовал  | Не участвовал  | Не участвовал  | Не участвовал  | Не участвовал  | Не участвовал  |
| Наведите курсор мыши на аббревиатуры в заголовке таблицы, чтобы прочесть их расшифровку. |             |                  |                  |                  |                  |                  |                  |                  |                  |                  |                  |                  |                |                |                |                |                |                |                |                |                |                |                |